# Gonzalo Fuenzalida
Gonzalo Fuenzalida Figueroa (Santiago, 18 de junio de 1973) es un abogado y político chileno.

## Biografía
Nació el 18 de junio de 1973, en Santiago. Hijo de Ramón Fuenzalida Rodríguez y Carolina Figueroa.
Casado con María Soledad Urzúa Edwards. Padre de 3 hijos: Paloma, Delia y León
Cursó la educación básica y media en el Colegio Verbo Divino. Estudió Derecho en la Pontificia Universidad Católica de Chile, siéndole otorgado el título de abogado en el año 2000. Además, posee estudios de postítulo en Administración de Empresas en la Escuela de Negocios de la misma universidad.

## Carrera política
En el año 2006 fundó la ONG Vïctimas de la Delincuencia, destinada a dar protección legal y psicosocial a víctimas de delitos violentos. La motivación fue después de haber sufrido  en su domicilio, un violento robo con intimidación junto a su familia en mayo de 2006.
En el año 2009 fue candidato a Diputado por el Distrito 54, Región de Los Ríos, en representación de Renovación Nacional, sin resultar electo.
En agosto del año 2010 se integró el directorio de la Empresa Correos de Chile, cargo en el que permaneció hasta septiembre del año 2012.
En el año 2011 trabajó como jefe de la División Programas y Estudios de la Subsecretaría de Prevención del Delito, dependiente del Ministerio del Interior y Seguridad Pública. En el año 2012, y hasta agosto de 2013, se desempeñó como coordinador del Programa Asistencia a Víctimas, de la misma institución.
En noviembre de 2013 volvió a competir para diputado por el Distrito N.º 54, resultando esta vez elegido y asumiendo en marzo de 2014. Fue integrante de las Comisiones Permanentes de Ciencias y Tecnología; Seguridad Ciudadana; y Pesca, Acuicultura e Intereses Marítimos.
En 2015 logró la aprobación de la emblemática ley de control de identidad preventivo, de la cual fue autor.
En noviembre de 2017 volvió a competir para diputado, esta vez por el Distrito N.º 11, resultando electo. Con la primera mayoría, integrando las Comisiones permanente de Constitución y Seguridad Ciudadana.
Fue autor y promotor de numerosas leyes de seguridad ciudadana como la Ley anti saqueos y anti barricadas. Ley de fuegos artificiales. Ley de delitos económicos. Ley de cierre de pasajes y la emblemática ley Devuélveme mi casa. 
El 21 de noviembre de 2021 fue candidato a la reelección por el Distrito N° 11, no siendo reelecto al resultar con un 5,67% de los votos.
En 2022 renuncia a la militancia del partido político Renovación Nacional. Hoy es independiente.

Historial electoral

### Elecciones parlamentarias de 2009
- Elecciones parlamentarias de 2009, a Diputado por el Distrito Nº 54 (Los Lagos, Futrono, Panguipulli, La Unión, Paillaco, Río Bueno y Lago Ranco)[1]

| Candidato                     | Pacto                         | Partido | Votos  | %     | Resultado |
| ----------------------------- | ----------------------------- | ------- | ------ | ----- | --------- |
| Enrique Jaramillo Becker      | Concertación y Juntos Podemos | PPD     | 29 004 | 37,43 | Diputado  |
| Gastón von Mühlenbrock Zamora | Coalición por el Cambio       | UDI     | 19 978 | 25,78 | Diputado  |
| Gonzalo Fuenzalida Figueroa   | Coalición por el Cambio       | RN      | 16 749 | 21,61 |           |
| Iván Navarro Abarzúa          | Concertación y Juntos Podemos | DC      | 10 202 | 13,16 |           |
| Hilda Cerda Espíndola         | Chile Limpio Vote Feliz       | ILD     | 965    | 1,25  |           |
| Jorge Blaessinger Lobos       | Chile Limpio Vote Feliz       | PRI     | 598    | 0,77  |           |

### Elecciones parlamentarias de 2013
- Elecciones parlamentarias de 2013, a Diputado por el Distrito Nº 54 (Los Lagos, Futrono, Panguipulli, La Unión, Paillaco, Río Bueno y Lago Ranco)[4]

| Candidato                     | Pacto                          | Partido | Votos  | %       | Condición |
| ----------------------------- | ------------------------------ | ------- | ------ | ------- | --------- |
| Enrique Jaramillo Becker      | Nueva Mayoría                  | PPD     | 34 438 | 49,88 % | Diputado  |
| Gonzalo Fuenzalida Figueroa   | Alianza                        | RN      | 13 650 | 19,71 % | Diputado  |
| Gastón von Mühlenbrock Zamora | Alianza                        | UDI     | 12 574 | 18,16 % |           |
| Patricio Ulloa Heinsohn       | Nueva Mayoría                  | PDC     | 3814   | 5,51 %  |           |
| Paolo Alderete Pérez          | Independiente (Fuera de pacto) | Ind     | 3043   | 4,39 %  |           |
| Rodrigo Erazo Walton          | Partido Humanista              | PH      | 1625   | 2,35 %  |           |

### Elecciones parlamentarias de 2017
- Elecciones parlamentarias de 2017, para Diputado por el distrito 11 (La Reina, Las Condes, Lo Barnechea, Peñalolén y Vitacura)[5]

| Candidato                      | Pacto                   | Partido | Votos  | %    | Resultados |
| ------------------------------ | ----------------------- | ------- | ------ | ---- | ---------- |
| Gonzalo Fuenzalida Figueroa    | Chile Vamos             | RN      | 60 112 | 16,0 | Diputado   |
| Francisco Undurraga Gazitúa    | Chile Vamos             | EVOP    | 58 613 | 15,6 | Diputado   |
| Catalina del Real Mihovilovich | Chile Vamos             | RN      | 43 499 | 11,6 | Diputada   |
| Guillermo Ramírez Diez         | Chile Vamos             | UDI     | 30 733 | 8,2  | Diputado   |
| Pablo Terrazas Lagos           | Chile Vamos             | UDI     | 25 470 | 6,8  |            |
| Tomás Hirsch Goldschmidt       | Frente Amplio           | PH      | 23 605 | 6,3  | Diputado   |
| Soledad Álamos Fuenzalida      | Frente Amplio           | RD      | 17 835 | 4,7  |            |
| Fernando Atria Lemaitre        | La Fuerza de la Mayoría | PS      | 16 184 | 4,3  |            |
| Bárbara Soto Silva             | Chile Vamos             | UDI     | 12 068 | 3,2  |            |
| Enrique Accorsi Opazo          | La Fuerza de la Mayoría | PPD     | 10 564 | 2,8  |            |
| Karin Luck Urban               | Chile Vamos             | RN      | 6881   | 1,8  | Diputada   |

### Elecciones parlamentarias de 2021
- Elecciones parlamentarias de 2021, a Diputado por el distrito 11 (La Reina, Las Condes, Lo Barnechea, Peñalolén y Vitacura)[7]

| Candidato                      | Pacto                   | Partido | Votos  | %     | Resultados |
| ------------------------------ | ----------------------- | ------- | ------ | ----- | ---------- |
| Gonzalo de la Carrera Correa   | Frente Social Cristiano | PRCh    | 46 032 | 11,15 | Diputado   |
| Francisco Undurraga Gazitúa    | Chile Podemos Más       | EVOP    | 43 372 | 10,50 | Diputado   |
| Guillermo Ramírez Diez         | Chile Podemos Más       | UDI     | 40 321 | 9,76  | Diputado   |
| Tomás Hirsch Goldschmidt       | Apruebo Dignidad        | ILAR    | 28 501 | 6,90  | Diputado   |
| Catalina del Real Mihovilovic  | Chile Podemos Más       | RN      | 28 300 | 6,85  | Diputada   |
| Gonzalo Fuenzalida Figueroa    | Chile Podemos Más       | RN      | 23 420 | 5,67  |            |
| Cristian Araya Lerdo de Tejada | Frente Social Cristiano | PRCh    | 16 734 | 4,05  | Diputado   |
| Miguel Concha Manso            | Apruebo Dignidad        | RD      | 16 612 | 4,02  |            |
| Luz Poblete Coddou             | Chile Podemos Más       | EVOP    | 16 550 | 4,01  |            |
| Karin Luck Urban               | Chile Podemos Más       | RN      | 5584   | 1,35  |            |